# نادي أوبيرابا
نادي أوبيرابا الرياضي هو نادٍ برازيلي لكرة القدم من أوبيرابا بولاية ميناس جيرايس. ألوانهم حمراء وبيضاء وألقابهم هي كولورادو ودرباني (تعويذة الفريق ورمز مدينة أوبيرابا).